# Mariyappan Thangavelu
Mariyappan Thangavelu (28 de junio de 1995) es un deportista indio que compite en atletismo adaptado. Ganó tres medallas en los Juegos Paralímpicos de Verano entre los años 2016 y 2024.

## Palmarés internacional
| Juegos Paralímpicos | Juegos Paralímpicos     | Juegos Paralímpicos | Juegos Paralímpicos |
| Año                 | Lugar                   | Medalla             | Prueba              |
| ------------------- | ----------------------- | ------------------- | ------------------- |
| 2016                | Río de Janeiro (Brasil) | Medalla de oro      | Salto de altura T42 |
| 2020                | Tokio (Japón)           | Medalla de plata    | Salto de altura T63 |
| 2024                | París (Francia)         | Medalla de bronce   | Salto de altura T63 |